# ジェームス・バレンタイン
ジェームズ・バーゴン・ヴァレンタイン（James Burgon Valentine、1978年10月5日-）はアメリカ合衆国のギタリスト。アメリカのポップ・ロックバンドであるマルーン5のメンバー。Jjamz（現Phases）の元メンバー。

## 来歴
ヴァレンタインはネブラスカ州リンカーン出身。モルモン教（末日聖徒イエス・キリスト教会）の会員である。
ヴァレンタインはMontag、Kid Quarkstar、Mondello、Happy Dog（2000年にSquareへ改名）といったリンカーンの様々なバンドでのプレイを経験し、Squareが当時のカーラズ・フラワーズと親交を持ったことをきっかけに移籍を決意する（偶然にも当時カーラズ・フラワーズは新たなギタリストを探しており、ヴァレンタインに声がかかった）。さらにヴァレンタインの加入によりカーラズ・フラワーズはマルーン5へと改名した。